# Spilosoma porthesioides
Spilosoma porthesioides là một loài bướm đêm thuộc phân họ Arctiinae, họ Erebidae.